# Список найвищих будівель Харкова
До списку найвищих будівель Харкова включені будівлі висотою понад 60 метрів.
Під будівлями тут розуміються конструкції, розділені з регулярними інтервалами на рівні (поверхи) та призначені для житла або перебування людей. До цієї категорії не належать технічні споруди, такі як водонапірні вежі, щогли, антени, труби тощо. До списку включено лише ті будівлі, будівництво яких завершено або які досягли своєї максимальної проєктної висоти.
Висота кожної будівлі вказана з урахуванням усіх її невіддільних архітектурних елементів, включаючи шпилі, куполи та інші структурні деталі, але без урахування антен або інших додаткових надбудов і споруд. Наприкінці списку наведено будівлі, точна висота яких невідома, однак наявні дані (кількість поверхів, висота поверху тощо) свідчать про те, що вона перевищує 60 метрів.

## Список
| Місце | Назва                                                      | Фото | Висота (в метрах) | Поверхів | Рік побудови | Адреса                                 | Примітки |
| ----- | ---------------------------------------------------------- | ---- | ----------------- | -------- | ------------ | -------------------------------------- | --- |
| 1     | ЖК «Монте-Плаза» 2                                         |      | н/д(≈103)         | 27       | 2006–2011    | просп. Науки, 45/1                     | |
| 2     | ЖК «Монте-Плаза» 3                                         |      | н/д(≈101)         | 27       | 2006–2011    | просп. Науки, 45/1                     | |
| 2     | ЖК «Монте-Плаза» 1                                         |      | н/д(≈101)         | 27       | 2006–2011    | просп. Науки, 45/1                     | |
| 4     | ЖК «Світлий дім»                                           |      | н/д(≈98)          | 27       | 2005–2008    | просп. Науки, 45                       | |
| 5     | ЖК «Мир»                                                   |      | н/д(≈92)          | 25       | 2003–2009    | пров. Отакара Яроша, 16                | |
| 5     | ЖК «Піонер»                                                |      | н/д(≈92)          | 25       | 2006         | вул. Трінклера, 9                      | |
| 7     | ТРЦ «Ковчег»                                               |      | 89,6              | 24       | 2005–2008    | на розі вул. Клочківської та Космічної | |
| 8     | ЖК «Ультра»                                                |      | н/д(≈89)          | 25       | 2005–2009    | пров. Отакара Яроша, 20                | |
| 8     | ЖК «Адмірал»                                               |      | н/д(≈89)          | 24       | 2009         | вул. Клочківська, 258                  | Висота стелі — 3 м. |
| 10    | Дзвіниця Успенського собору                                |      | 88,9              | 5        | 1821–1844    | вул. Університетська, 11               | Найвища будівля міста у 1844—2006 роках |
| 11    | ЖК «Едельвейс»                                             |      | н/д(≈88)          | 23       | ?–2010       | вул. Олімпійська, 10Б                  | Висота стелі — 3 м. |
| 12    | ЖК «Перемога»                                              |      | 87,3              | 23       | ?–2013       | просп. Перемоги, 61                    | Висота стелі — 3 м |
| 13    | ЖК «Тріумф»                                                |      | н/д(≈85)          | 24       | 2007–2009    | на розі просп. Науки й вул. 23 Серпня  | |
| 14    | ЖК «Парус»                                                 |      | 83,2              | 25       | 2005–2008    | вул. Барабашова, 36-А                  | |
| 15    | ЖК «Олімп»                                                 |      | 83,0              | 26       | 2003–2005    | вул. Культури, 20-В                    | Перший 25-поверховий будинок у Харкові, побудований за технологією монолітно-каркасного будівництва. Проєкт реалізовано девелоперською компанією «Авантаж» у 2005 році |
| 16    | Свято-Благовіщенський катедральний собор                   |      | 80,0              | 3        | 1888–1901    | вул. Різдвяна, 12                      | |
| 17    | ЖК «Павлово Поле»                                          |      | н/д(≈77)          | 20       | 2007         | просп. Науки, 77                       | |
| 18    | Будинок № 1 ЖК «Авантаж»                                   |      | 76,7              | 23       | 2006–2008    | вул. Культури, 22-б                    | |
| 18    | Будинок № 2 ЖК «Авантаж»                                   |      | 76,7              | 22       | 2006–2012    | вул. Культури, 22-б, корпус 3,4        | |
| 20    | ЖК «Соляріс»                                               |      | н/д(≈71)          | 20       | 2006–2009    | вул. Отакара Яроша, 18а                | |
| 21    | Інститут проблем машинобудування                           |      | -                 | 16       |              | вул. Комунальників, 2/10               | |
| 22    | 24-поверхівка на Салтівці                                  |      | 69,5              | 24       | 1979         | вул. Познанська, 2                     | |
| 23    | ЖК «Дім на Набережній»                                     |      | н/д(≈68)          | 20       | 2007–2009    | Банний пров.                           | |
| 24    | ЖК «Зелений капелюшок»                                     |      | н/д(≈67)          | 16       | 2005–2007    | вул. Академика Павлова, 144            | |
| 25    | Дім Проєктів                                               |      | 66,0              | 14       | 1932         | майдан Свободи, 4                      | |
| 26    | Національний технічний університет «ХПІ», корпус № 1 «У-1» |      | 65                | 14       | 1974         | вул. Багалія, 21                       | |
| 26    | «Будинок зі шпилем»                                        |      | н/д(≈65)          | 12       | 1950–1967    | Вірменський пров., 1/3                 | |
| 28    | Держпром                                                   |      | 63                | 13       | 1926–1928    | майдан Свободи                         | Висота будівлі Держпрому 63 м. З висотою добудованої у 1955 році телевежею становить 108 м.                                                                            |
| 29    | ЖК на вул. Отакара Яроша, 22                               |      | н/д(≈63)          | 17       | 2004–2005    | вул. Отакара Яроша, 22                 | |
| 30    | ЖК на вул. Ляпунова, 18                                    |      | н/д(≈60)          | 17       | 2005–2006    | вул. Ляпунова, 18                      | |